# Antonio Boldini
Antonio Boldini (Ferrara, 14 novembre 1799 – Ferrara, 11 luglio 1872) è stato un pittore italiano.
Boldini è stato un pittore attivo nell'Ottocento ferrarese, autore soprattutto di opere sacre e fine copista di vari autori, compresi Raffaello e vedutisti veneziani; di matrice purista nella sua pittura, fu anche restauratore.

## Biografia

### Vita privata
Unico figlio di Beatrice Mandolini e di Giuseppe Boldini (1774-1808), si unì con Benvenuta Caleffi dal quale matrimonio nacquero tredici figli: Beatrice (1830), Luigi (1832), Carlotta (1833), Filomena (1835), Maria (1837), Giuseppe (1839), Giovacchino (1841), Giovanni (1842), Francesco (1844), Gaetano (1846), Anna (1848), Veronica (1850) e infine Pietro (1852). Di questi, tre si dedicarono all'arte: Luigi (nato a Ferrara il 9 apr. 1832, emigrato poi in Australia), ingegnere ed architetto; Pietro (nato a Ferrara il 26 luglio 1852, trasferitosi a Siena dal 3 settembre 1879) autore di quadretti di genere, tra cui Cortile rustico (presente nelle collezioni del Museo Boldini) e G. Boldini mentre osserva il padre che dipinge (Pistoia, collezione Boldini) e Giovanni, anch'esso pittore, il più dotato e fortunato della famiglia.

## Formazione
Studiò pittura con l'artista locale Giuseppe Saroli avendo come insegnante Alberto Mucchiati, frequentando poi gli ambienti romani: in base a fonti discordanti, l'Accademia nazionale di San Luca (notizia suffragata solo da G. Scutellari) e per sei anni il pittore Tommaso Minardi. Rientrato nella città natale, si dedicò soprattutto alla pittura sacra, senza conseguire esiti originali ma piuttosto di stampo neo rinascimental, di eco visibilmente raffaellesca - o comunque ispirata a modelli classici - e all'attività di copista, sia per sostituire dipinti in alcune chiese o collezioni private o, più probabilmente, per il commercio privato, per il quale si presume possa aver avuto anche il ruolo di procuratore locale ed intermediario, assieme ad altri concittadini (Scutellari, Vendeghini, Sarolli).
Fu maestro di diversi giovani pittori tra cui solo i figli Luigi e Giovanni (il quale sotto la guida paterna dipinse un Satiro) riuscirono ad elevarsi al rango di artisti.

## Attività di copista
Eseguì copie di quadri del Cinquecento ferrarese, in particolare del Garofalo, eseguite con minuta precisione, spesso su commissione dell'antiquario Filippo Pasini (es., la copia della Madonna in trono e quattro santi di Michelangelo Cortellini, Pinacoteca di Ferrara). Molte di tali copie, vendute dall'antiquario, convogliarono in collezioni sia pubbliche che private, ritenute come opere originali del Rinascimento.
Si colloca, con altri quali Saroli, Gregorio Boari, Gaetano Domenichini e Girolamo Scutellari, nella schiera di pittori-copisti-restauratori ferraresi riscoperti durante il periodo risorgimentale.

## Opere
- Ritratto di Giovanni Monti, 1826
- Giudizio di Paride, 1834, per l'ambasciatore di Spagna[7]
- Sacra Famiglia, 1835, per Sarolli
- Cena in Emmaus, 1837, due versioni, per Filippo Pasini
- Danza di Putti, 1846, per Sanquirico
- Venere, per un negoziante di Venezia
- Sacra Famiglia, per Antonio Carbonari
- Madonna tenente il figlio addormentato sulle ginocchia e in alto una gloria di due angioletti, acquistata dai fratelli Malagò
- Danza di putti attorno ad un piedistallo sormontato da fiori, per Michele Prosperi.[7]

## Opere pubbliche

### Museo Boldini
- Predicazione di S. Giovanni, olio su tavola
- Ritratto di Beatrice Boldini, olio su tavola
- Ritratto di Gaetano Federzoni, olio su tavola
- Ritratto di Timoteo Pasini all'età di 13 anni, olio su tavola
- Predicazione di S. Giovanni Battista.[7]

### Chiese ferraresi
- Martirio di S. Filomena, olio su tavola centinata, Chiesa di S. Francesco
- Madonna delle rose, La Madonnina, tele con mezze figure, Chiesa di Santo Spirito
- tele con mezze figure, Chiesa di S. Maria in Vado[2][7]
- S. Camillo e altre mezze figure, alla Madonnina.[7]

### Collezioni private
Piccole tele per privati come ad esempio La Sacra Famiglia, raccolta del conte G. Zanardi, Ferrara o il Busto di popolana.

### Approfondimenti
- A. M. Comanducci, Dizionario illustrato dei pittori..., moderni e contemporanei, I, Milano, 1962, p. 215. Al B. accennano inoltre solo genericamente e con aneddoti incontrollabili, molti degli scritti sul figlio Giovanni: cfr. soprattutto C. Cardona, Vie de Jean Boldini, Paris, 1931.